# دالوواتومولا
دالوواتومولا (به لاتین: Daluwatumulla) یک منطقهٔ مسکونی در سری‌لانکا است که در استان جنوبی (سری‌لانکا) واقع شده‌است.